# キリスト神話説
キリスト神話説（キリストしんわせつ、英語: Christ myth theory）キリスト神話・イエス神話・キリスト非実在説とも)とは、イエス・キリストは、実際は歴史上の人物として実在したのではなく、最初期キリスト教におけるイエスは後世になって実際のできごとと結びつけられた神話的な存在である、とする議論である。
結論を先に述べると、キリスト神話説は、事実上すべての学者によって拒否されており、この説の支持者は、数人の専門家、自称学者、作家などによってのみ支持されているフリンジ理論(境界科学)である。
また。イエス神話説支持者が用いる方法論、結論、および神話同士の比較に対して時代遅れの依存がある、と学者たちは強く批判されている。
イエス神話説の支持者は、歴史的な人間のイエスがいたという学者たちの歴史的見解から逸脱しているが、学者たちの間でも、聖書に書かれているイエスの人生のどの部分が、歴史的であるか、どの部分がそうでないか、についてはかなり見解が異なる。しかしながら、福音書にある2つの歴史的出来事(イエスは洗礼を受け、十字架の上で死んだ)についての意見は一致している。「史的なイエス」がどのような存在であり、「キリストの信仰」をパウロの書簡と福音書がどのように描かれてきたかについては、多くの見解がある。

## 概要
キリスト教の神話的起源を支持する人々の主張は、大まかに以下の通りに集約される。
・福音書の原典は歴史上の(ひとり、もしくは複数の)伝道者からとられた可能性を認めてはいるが、その伝道者たちはどのような観点からも「キリスト教の創始者」とは認められないと主張しているグループ。彼らの主張はむしろ、キリスト教はヘレニズム・ユダヤ教(en:Hellenistic Judaism)から自然発生したものであり、書簡や福音書は大部分が歴史上にはなかった神話上のイエスを記録したものだ、というものである。この説の支持者は、文献の発展史の中からキリスト教教義の発展史を追った結果、最初期キリスト教に関して福音書よりも使徒書簡に焦点をあてている。
・18世紀頃より、キリスト神話説、もしくはそれに類する観点から、イエスの物語と、クリシュナ・アドーニス・オシリス・ミトラ教・ユダヤ教(キリスト教成立以前)のイエス信仰などとの類似性が指摘されだした。そうした指摘をする著述家の中には、キリスト教の創始はイエスの生涯よりも早い時期を生きた歴史上の創設者によるものとしている者もいる。。
・歴史的イエスは実在せず、当時知られていた神話を元にイエスは創作された、というグループ。上記で記載があった、クリシュナ・アドーニス・オシリス・ミトラに加えて、ホルス、アッティス、バアル(バール)、など神話に登場する有名な神々の名前をあげる。取り上げられる神は、イエス神話説の支持者によって異なり、一人の神をあげる者もいれば、複数の神をあげる者もいる。また、近代のイエス神話説を支持する人は主にこのグループに位置している。
キリスト神話説の先駆者は、1790年代のフランスの啓蒙主義思想家コンスタンタン=フランソワ・シャスブフ(ヴォルネとも、en:Constantin-François Chassebœuf)や、シャルル=フランソワ・デュピュイ(Charles François Dupuis)までさかのぼることができる。最初の学問上の提唱者は、19世紀の歴史家・神学者のブルーノ・バウアーである。アーサー・ドレフス(en:Arthur Drews)といったキリスト神話説の支持者は、20世紀前半の聖書研究に強い影響力をもっていた。アール・ドハティ、ロバート・M・プライス、ジョージ・アルバート・ウェルズといった著述家が、近年この理論を再復興させている。

## 表
以下の表は、論点を明らかにするためキリスト教保守派の教義および学問上の主流学説と比較しつつキリスト神話説について述べたものである。それぞれの項目に書かれているのは大まかな立場や一般的・平均的な説であり、実際にはそれぞれの論点に関して著述家ごとの違いがある。ここでは「キリスト教保守派」はキリスト教右派に属する学者の立場を指す。この視点に関しては、救世主イエス・キリストおよびキリスト教#ニカイア・コンスタンティノポリス信条にみる信仰内容の記事が詳しい。「主流学説」は、ここでは歴史神学・パレスチナ考古学・聖書考古学などの学際研究の中で一般的に合意された内容、および本文批評・高等批評両方を用いた聖書研究における多数派の内容を指す。これらの視点は史的イエスの記事が詳しい。「キリスト神話説」は、現在における同説の視点を指す。
| キリスト教保守派 | 主要な学説 | キリスト神話説 |
| --- | --- | --- |
| 伝統的な神学が起点 | 自由主義キリスト教が起点 | 反宗教主義・無神論・自由思想(en:freethinkers)・理神論が起点 。多くは主流学説の「史的イエスの探求」への反論という形をとる                                                                                       |
| イエスは人間であると同時に位格的結合(en:hypostatic union)において受肉(en:Incarnation (Christianity))した神でもある。 | イエスは神と見なされるようになった人間である。 | イエスは人間と見なされるようになった神である。 |
| 福音書は歴史的記録であり、イエスの弟子によって書かれた、もしくはイエスの弟子の一次証言に基づくものである。 | 福音書は後世の作であり、イエスの弟子によって書かれた、もしくはイエスの弟子の一次証言に基づく資料を元にしたものである。 | 福音書は神学上の作品として編纂されたものであり、歴史的な意味でのできごとは全く、あるいは少ししか含まれていない 。                                                                                              |
| Q documentはもともと実在しない。福音書の著者は4人それぞれ別個の証言者である。あるいはQ資料の内容となる要素はマタイ福音書による。 | Q資料は史的イエスについての、福音書以前の情報である。二資料仮説(Two-source hypothesis)が定説。 | Q資料のうち、その一部や前身のバージョンはある歴史上の人物に触れているかもしれないが、その人物はキリスト教の成立に関わっているわけではなく、使徒書簡で述べられている人物でもない。                              |
| 使徒行伝は、初期キリスト教の発展についての正確な記録である。 | 使徒行伝はプロパガンダだが、パウロの元でイェルサレム教会が広まっていった、という根本的なストーリーは正しい | 使徒行伝はほとんど全てがフィクションであり、キリスト教の起源はアレクサンドリアである |
| キリスト教はユダヤ教かモーセなどの預言者達の黙示、もしくはその両方から始まったとしている。通常、ユダヤ教の教派のひとつとしては見ない。 | キリスト教は、ファリサイ派やエッセネ派と同様、ユダヤ教の教派の一つであったパレスチナ派から始まったとしている。 | キリスト教はアレクサンドリアでおのずと集まったヘレニズム・ユダヤ教であったとする。 |
| イエスは処女マリアより、聖霊の力によって生まれた。 | イエスはマリアの子供であろうと思われる。処女懐胎は別の創作者により、理由付けのために後世に付け加えられたものである。 | イエスは救い主としての神に関連づけられており、このような神は神話の中で特殊な出生をしたものとされることが多い。                                                                                                 |
| キリストはすべての創造をなした神の言（ロゴス）である。 | 新約聖書正典のイエスの背景にある歴史的人物は実在した。世俗の学問では、キリスト教の資料に見られる神的な性格については懐疑的。 | イエスはヤハウエの言(ロゴス)であり、ロゴスとはヘレニズム・ユダヤ人の誰かが創造の原因として考えた概念である。                                                                                                   |
| イエスは磔刑の3日後に聖書の実現のため復活した。 | イエスは十字架にくくられて死んだが、弟子はその後も霊的な体験をして、 復活がなされたのを見た。イエス自身、生きている間復活を信じていた可能性もある。 | イエスは聖書中の創作であり、聖書を実現するのはそのためである。復活は死と再生の神に不可欠な要素である。 |
| イエスはその生涯の中で征服の使命を果たしていないが「主は、生者（せいしゃ）と死者を裁くために栄光のうちに再び来られます。その国は終わることがありません」としている。                                                                             | イエスはメシアを征服者の役目を持つものとみなさず、精神的な意味でメシアに関する描写を解釈した。しかし神はメシアの征服的な要素を果たすための奇跡を与えると信じていた。 | 救済とは、ユダヤの非物質的なグノーシス主義の中で理解されていたものが初期キリスト教に持ち込まれた概念である。その後になってメシアの称号を使う、イエスを題材にした黙示録文学(ヨハネの黙示録など)が作られた。     |
| グノーシス福音書など、異端であるとして退けられたキリスト教の書物は2世紀から3世紀にかけてサタンの影響により書かれたものである。これらに反論する初期教会の教父の書物の構成を助けたと見るべきである。 and to understand modern spiritual movements. | 異端であるとして退けられたキリスト教の書物のほとんどは、2世紀から3世紀の少数派もしくは地方の教団であり、一方正典のテキストは1世紀後半から2世紀前半のものである。これらの異端であるとされた書物はイエスに関する少数派の意見を反映しており、キリスト教の発展過程の事情や影響に関する有用な情報がしばしば記載されている。イエスその人に関する決定的な情報はない。 | グノーシス主義などの異端のテキストは初期キリスト教の要素が含まれており、初期キリスト教集団にあった多様性の証拠となるものである。初期キリスト教の発展について研究する際にはこれらのテキストを重視すべきである。 |
| 各宗教の成立順序: 1. ユダヤ教ハシド派(en:Hasideans) 2. パレスチナ・ユダヤ教(英語版参考項目) 3. ユダヤキリスト教 4. 正教会Orthodox Christianity 5. キリスト教グノーシス主義                                                                       | 各宗教の成立順序: 1. ユダヤ教ハシド派(en:Hasideans) 2. ユダヤ教ファリサイ派・エッセネ派(もしくはその両方) 3. ユダヤキリスト教 4. キリスト教パウロ派(en:Pauline Christianity) 5. キリスト教正教会(en:Orthodox Christianity)およびキリスト教グノーシス主義 | 各宗教の成立順序: 1. ヘレニズム化されたユダヤ教 2. ヘレニズム・ユダヤ教(en:Hellenistic Judaism) 3. グノーシス主義のユダヤ教 4. キリスト教グノーシス主義 5. キリスト教正教会                                    |
| 比較神話学上の要素は歴史的事実である。先行する神話は「悪魔による偽物」(英語版参照)か、もしくは「聖なる予兆」(英語版参照)である。 | あらゆる神話が、イエスの伝記を装飾するために付け加えられた。 | ヘレニズム・ユダヤ教は人為的な宗教であり、あらゆる種類の神話を吸収したものである。したがってイエスの伝記はあらゆる種類の神話から構成されている。                                                               |

## 歴史

### 初期の賛同者
イエスの歴史的実在への疑いは、18世紀に福音書の批判的研究が行われた際に現れた。18世紀終わり頃、イングランドの理神論者の中には、歴史的にはイエスは実在しなかったと考える者もいたという。しかし、非実在説の先駆けとなったのは二人のフランス啓蒙思想家であった。コンスタンティン・フランソワーズ・ヴォルニーとシャルル・フランソワーズ・デュピュイである。1790年代に出版された各著作の中で、ヴォルニーとデュピュイは、イエスの生涯を含めた数々の古代神話が黄道十二星座上の太陽の動きに基づいていると主張した。

デュピュイは、キリスト教以前のシリア・エジプト・ペルシアにおける宗教儀礼の中で、神の誕生が処女に対して冬至に告げられているのを見いだし、おとめ座が冬に昇ることと結びつけて論じた。デュピュイによれば、このような毎年の天体進行は太陽神の生涯として寓話化されたものだという。すなわち太陽神は暗いところ（冬至後の低い軌道）で生まれ、死を迎え（冬）、その後に復活する（春分）のである。ユダヤ教およびキリスト教の神話もまた、太陽の類型に沿って解釈できる。創世記における堕落は冬の苦難を表しており、キリストの復活や復活祭における「過越祭の子羊(paschal lamb)」は、春分の時期におひつじ座によって表される太陽の力の増大を表している。また2世紀ローマの歴史家タキトゥスによって書かれたポンティウス・ピラトゥスの下でのイエス処刑の描写は、当時の不正確なキリスト教への思いこみに基づいていることを説明し、イエスの歴史的実在を完全に否定した。
ヴォルニーはデュピュイ以前に著作を発表していたが、ヴォルニーの説を大部分支持するデュピュイの著作（草稿段階）も参照していた 。太陽神話についての考えでデュピュイと異なっていたのは、諸々の太陽神話は意識的に拡張された寓話というよりも、「処女が生んだ」といったシンプルな寓話的な言説が歴史の中で誤解されていったものだと考えた点であった。デュピュイとは異なり、ヴォルニーはキリスト教が太陽神話にリンクするようになった際に、歴史的に実在するがはっきりと分かっていないメシアとされた人物が関わっていたのではないかと考えた。
デュピュイとヴォルニーの著作は急速に版を重ねた。ナポレオンもイエスが実在したかどうかは一般的な問題だと個人的に発言しており、ヴォルニーの著作に基づいた意見かとも思われる。しかし、デュピュイとヴォルニーの影響力は、フランスにおいてでさえも19世紀初めの四半期まで続かなかった。デュピュイとヴォルニーの意見の基礎となっていた歴史的データは限定的なものであり、例えば後の批評家は、イエスの誕生した日は、4世紀以前は12月にならないと指摘している。

#### ブルーノ・バウアー
イエスが存在しなかった可能性がはじめて学問上の注目をあびたのは、19世紀のドイツの歴史家ブルーノ・バウアーによってである。バウアーがボン大学で教鞭をとっていた時期（1839年-1842年）に発表した一連の研究の中で、バウアーは福音書の歴史的価値について議論した。バウアーによれば、ヨハネ福音書は歴史物語として作られたものではなく、ユダヤのメシアについての考えを哲学者フィロンの「ロゴス」概念に適応させるために作られたのだという。マタイ福音書・ルカ福音書については、バウアー以前の批評と同様、マルコ福音書の記述を下にしているとしている。だがバウアーは、マタイ福音書・ルカ福音書がマルコ福音書ではない共通の伝承が元になっているという定説を否定した。
バウアーによれば、イエスの誕生(en:Nativity of Jesus)に関するマタイ福音書とルカ福音書との間で相違があること、およびこれらの福音書中にあるマルコ福音書から直接とられていないと思われる要素にもなおマルコ福音書的な考え方がみられることなどから、この説は除外できるとしている。むしろバウアーは、マタイ・ルカ福音書に共通してみられる内容については、マタイ福音書がルカ福音書を元にしていると結論した。ここから、福音書中の伝承すべてがひとりの作者（マルコ）に沿って追跡できることになり、福音書の完全な創作説が信頼性を帯びはじめたのである。またバウアーは、ティベリウス時代のユダヤ人の間にはメシアへの期待感はなかったと考え、したがってマルコがイエスをメシアとして描写しているのは後世のキリスト教観念による後付けにちがいないとした。さらに、福音書中の細かな描写の中に歴史的事実やイエスの実際の発言とは考えづらいものがあるのは、キリスト教コミュニティの生活が反映されたとすることで説明できると主張した。バウアーはさらに、「アレクサンドリアのユダヤ人フィロンは紀元40年ごろ、きわめて高齢であったがまだ生きていた。彼が本当のキリスト教の父である。またローマの禁欲主義者セネカも、いわばキリスト教の叔父である。」と結論している。
バウアーは史的イエス自体の実在問題については留保しており、パウロ書簡の研究も未解決のままにしていた。だが公表されたバウアーの意見は正教会に反するものであったため、バウアーは1842年に講師の座を追われた。1850年から1851年にかけて発表された福音書に関する研究書の改訂版では、バウアーは書簡集全体の成立年代を2世紀のものと考えて、イエスは実在しなかったと結論した。キリスト教の起源に関するバウアー自身の説明は、1877年に発表された。セネカ（バウアーは、セネカが自身の哲学に基づいた新たなローマ州を作ろうとしていると考えた）のストア派と、フィロンのユダヤ神学とが合わさり、ヨセフスなどの親ローマのユダヤ人によって政治的に作り上げられたジンテーゼであるとした。バウアーによれば、マルコはセネカのストア派哲学に影響されたイタリア人である。キリスト教の動きはローマとアレクサンドリアで盛り上がったが、小プリニウスからトラヤヌスへの手紙(110年代)以前の資料はないが、それから50年をかけて、マルコおよびその後任者は当時よりもはるか昔の創設神話を作っていったとしている。
その後の史的イエスを否定する論には、バウアーの研究を直接の土台としていないものもあるが、「新約聖書のイエスに関する記述には歴史的有効性がない」「1世紀の非キリスト教徒によるイエスの記述が存在しないのはイエスの存在への反例である」「キリスト教は習合から生まれた」など、基本的な論点にはいくつか共通点がみられる。

#### オランダ革新派
1870年代から1880年代に、ドイツの学者たちに「オランダ革新派（Radical Dutch school）」と呼ばれていたアムステルダム大学に関係する学者の集団が、パウロ書簡の正当性を否定し、聖書の歴史的価値についておおむね否定的な立場をとった。このグループの中でイエスの歴史的実在を否定したのは Allard Pierson, S. Hoekstra and Samuel Adrian Naber。他の学者は立場こそ近かったが、福音書は歴史的事実を軸にしていると結論した。

### 20世紀初頭
20世紀初頭までに、多くの著述家によって、単なる推論からより学術的なものまで、イエスの歴史性を否定するさまざまな説が発表された。これらの論が広まった結果、歴史家や新約聖書の研究者は本ができあがる量の文章でこれに応えることもあった。キリスト神話説の支持者はリベラルな神学者の著作を引き合いに出した。これらの神学者はイエスに関する新約聖書以外の資料の価値を否定し、正典中のマルコ福音書および仮説上のQ資料にのみ注目しがちであった。
チューリッヒ大学教授のポール・シュミーデル(Paul Schmiedel)は福音書の中に9つの「柱となるくだり」を見いだし、これらは初期キリスト教徒が創作したものではありえないと考えた。これをイエスの生涯のより詳細な説明の基礎とするのがシュミーデルの意図であったが、「結局、イエス歴史性の否定論者にとっての格好のターゲットになった」。キリスト神話説の著述家は、成長しつつあった比較宗教学の領域も利用した。キリスト教の概念の多くがギリシャ・東方の秘儀教団にあるとする資料が比較宗教学によって見つかる見込みがあったからである。

#### ウィリアム・ベンジャミン・スミス
テュレーン大学の数学教授であったウィリアム・ベンジャミン・スミス（1850-1934）は、1894年の"Ecce Deus: The Pre-Christian Jesus"から1954年の"The Birth of the Gospel"までの一連の著書の中で、最初期のキリスト教資料(特にパウロ書簡集)は、キリストの聖性について人間個人の犠牲に重点を置いており、人間としてのイエスが存在したとするならこれは考えにくいことであると主張した。よってスミスはキリスト教の起源はキリスト教以前のイエス教派にあると主張した。言い換えれば、あるユダヤ教の教派は人間のイエスが生まれたとされている時代の数世紀前から、神聖な存在としてのイエスを崇拝していたのである。この教派の証拠としてはローマのヒッポリュトスによるナアセノス(en:Naassenes)への言及、およびサラミスのエピファニウス(en:Epiphanius of Salamis)の言及、さらには使徒行伝の一部にもキリスト以前に存在したナザレ派について書かれたものがある。新約聖書中の歴史的記録とされている部分は、キリスト以前のイエス物語をもとに、初期キリスト教のコミュニティによって作られたものだとした。
スミスはまた、イエスに言及する非キリスト教徒の著述家（特にヨセフスやタキトゥス）の歴史的価値についても反論している。

#### アーサー・ドレフス
アーサー・ドレフス(1865年 - 1935年)は、キリスト神話説の賛同者として最も有名な人物である。カールスルーエ大学の哲学教授であったドレフスが1909年に発表した『Die Christusmythe（キリスト神話）』はドイツで大評判になり、1910年にはフランス語・英語版が出版され、著名なドイツの神学者・歴史家たちはドレフスの著作に反論する論文を書いた。またドレフスは数回の公開討論に参加したが、このうち最も有名なのが、1910年1月31日から2月1日のベルリン動物園でのソーデン男爵ハーマンに対しての公開討論である。

ドレフスの意見はイギリスやアメリカでも論争を巻き起こし、『ヒッバート・ジャーナル』 (en:Hibbert Journal)や『アメリカ神学ジャーナル』(en:American Journal of Theology)などの有名な宗教誌にもドレフスへの反応が見られた。少なくとも、イエスの歴史性について書かれた二つの小論文がドレフスについて触れている。

ドレフスは、キリスト教はユダヤのグノーシス主義の教派にギリシア哲学とジェームス・フレイザーの言う死と再生の神の要素が加わって広まったものである、という考えを補強するために当時の学問について触れている。

### 近年の賛同者

#### ジョージ・アルバート・ウェルズ
ジョージ・アルバート・ウェルズ（1926 - ）は、ユダヤの知恵文学( 旧約中の「ヨブ記」「箴言」「伝道の書」、経外典の「ソロモンの知恵」「集会の書」、新約中の「ヤコブの手紙」の総称)に基づく神話上の推論から、最初期キリスト教のイエスは歴史上の人物ではなく純粋な神話だと考えた。ウェルズの初期の著作では、パウロ書簡についてや非キリスト教徒による古代の文書が少ないことについて書き、福音書に書かれたイエスはシンボルであって歴史的人物ではないと主張した。またウェルズは、牧会書簡以外のパウロ書簡、ヘブライ人への手紙、ヤコブの手紙、ペトロの手紙一、ヨハネ書簡en:Johannine epistles、ヨハネの黙示録での史的イエスの扱われ方はウェルズの論点を支持するものであると語った。これらの作品では、イエスは「基本的に超自然的な人物で、地上の人間らしさはぼかされており、特定できない過去の時代の人物」として描かれているとして、これがキリスト教徒元来のイエス観、すなわち歴史的人物の生涯に基づいたものではなく、ユダヤの知恵文学に描かれた「知恵(Wisdom)」を人格化した姿であると考えた。
1999年に発表した『The Jesus Myth（イエス神話）』では別の立場で、イエスには「二つの」独立した人物像があると主張した。すなわちパウロ書簡の神話的イエスと、福音書の史的イエスである。2003年の『Can We Trust the New Testament?（新約聖書を信じてよいのか？）』では、ウェルズは以下ように自分の立場を述べている。「このガリラヤのイエスは磔刑にかけられておらず、死後の復活も信じられていなかった。死と復活――日時や場所は欠落している――をとげた、初期の書簡集にあるキリストはまったく異なった人物で、その起源も異なっているはずだ。」西方神学校の新約聖書学教授ロバート・ヴァン・ブースト(Robert Van Voorst)は、これは「転回」して史的イエスを受け入れたものだと述べた。

#### フレークとギャンディ
ティモシー・フレークとピーター・ギャンディは、神秘主義に関する人気作家である。フレークとギャンディは、近年になってそれぞれ『The Jesus Mysteries』(イエスのミステリー)『Jesus and the Lost Goddess』(イエスと失われた女神)を書き、キリスト神話説に賛同した。フレークとギャンディはヨハネの手紙二の1章7節を引き合いに出し、イエスの存在は伝説的なものであるという考えそれ自体、新約聖書と同時代に存在したと主張した。
ただし当時の学者は、この節はイエスは完全に物理的な肉体を持たないとする仮現説に基づくものであり、イエスが完全に創作された人物であるとするものではないと考えていた。

#### アール・ドハティ
アール・ドハティは、著書『en:The Jesus Puzzle』の中で、キリスト教の最初期の資料に基づいて自説を展開した。最初期の書簡集におけるキリストは、ユダヤの神秘主義から影響を受けた中期プラトン主義に由来する神話である、というブルーノ・バウアーと同様の主張であった。ドハティは基本的にウェルズに同意していたが、重要な例外がひとつあった。つまりドハティは、最初期の著述家はイエスは地上の人物だと考えていなかったと主張したのである。フィロンのような最初期のキリスト教徒は、
プラトン主義の宇宙論によって「高度な」霊的世界を物質的な地上世界から切り離して考えており、彼らはイエスを「霊的世界の下部」に降りてきたものと見ていた、と主張した。
またドハティは、この視点は牧会書簡・ペトロの手紙二・その他様々な新約聖書外の2世紀キリスト教の書物の著者達に受け入れられたと指摘している。これらの著書が明らかに地上の出来事やイエスの物理的な歴史について書いていることを認めつつも、ドハティはこれらを比喩として考えるべきだとしている。歴史上の一定の文脈にイエス・キリストを登場させたのはマルコ福音書の作者が最初であり、イエスに関する教徒からみた直接の視点が最も良く現れているのは、キリスト教の信条の最初の記述、つまり最初期の書簡集であるというのがドハティの意見である。反対者は、これらの解釈は誤ったこじつけであるとしている。  Doherty advanced the case through the creation of an exhaustive list of silences  and the connection to Marcus Minucius Felix 
ドハティの意見は、ウェルズの意見を拡張したものであるということは年表で比べて見るとよく分かる。どちらの意見も、創立者の存在を否定したキリスト教発生についての新しい説である。核心になっているのは、いずれかの時代に発生したキリスト教もしくはその前身は、当時に生まれた文学の傾向と密接に関係している、ということである。
時期は以下のような、通常の歴史学的な方法により特定したものである。
- もしも人物の時期が特定でき、また著作を残していた場合、その著作はその人物の生涯の期間に書かれたものである(内容がさらに昔の伝承である可能性もある)
- 著作AがBに続く場合、AはBより昔の著作である

以下の年表で見ると、最初の三行はウェルズ・ドハティで共通しているが、残りの三行はドハティ固有の見方である。
| 時代                 | 文学の傾向 | 発生の傾向 |
| -------------------- | --- | --- |
| 不明 (数千年前)      | 自身を信奉者のために犠牲にする、死と再生の神のイメージ(時間や歴史の外や遠い昔の出来事)。                                               | 秘儀教団の発展により神話としてのキリストが発生。 |
| 紀元前200年以前      | 知恵の書などのユダヤの知恵文学。 (Q資料)                                                                                               | 知恵・ソピアーに関する説話。知恵を具体化した伝説など(時間や歴史の外や遠い昔の出来事)。 |
| 紀元前200年-紀元70年 | ヘレニズム・ユダヤ教(特に、アレクサンドリアのフィロン)が中心となった、神の流出(エマナティオ)の概念。知恵・ソピアーやロゴスの流出が主。 | ユダヤ教の習合。アレゴリーを多用することによる、ギリシャとユダヤの宗教の調和。ロゴス以前のキリスト教。 |
| 紀元50年-紀元70年    | 書簡集のうち、パウロ書簡・ヘブライ人への手紙                                                                                           | メシア文学と、救い主としての神が融合した。歴史上の受肉への信仰も、これらの書物以外の具体的な「教え」もなかった。 |
| 紀元90年-紀元110年   | マルコ福音書・マタイ福音書が、基本的には現代に伝わっている内容で編纂される。                                                           | 知恵文学の教えに注解が加えられる。 |
| 紀元106年-紀元140年  | 初期教会の教父 | Logos Christianity.ロゴス的キリスト教(参照：en:Jesus the Logos)。救済や受肉に関する意見が混交していた。キリスト教は、その本質としてはストア哲学の形態で、神学を七十人訳聖書からとって存在していた。ほとんどの、福音書そのものに関する記述は「物語」や「神話」として考え出され、記述された。 |
| 紀元140年-180年      | 異端排斥に対抗する文章・弁明。新約聖書(福音書・初期の書簡集)の確立。                                                                   | 福音書は、異端排斥に対する弁護として、ペテロの教会は形式的にはイエスに定められ、それゆえに独自の権限を持つものだと主張していた。キリスト教は古来からの宗教であるために迫害の対象にならない、ということを正当化するため、優越的置換主義(en:Supersessionism)がより用いられることが多くなっていった。福音書はきわめて重視され、より権威的に受け取られるようになった。ルカ福音書と使徒行伝は、異端排斥との戦いの中で、教会のために想像上の歴史を作り出すために書かれた。 |

## 議論
キリスト神話説に関する議論の中心は、イエスという人物は初期キリスト教徒による創作である、という意見である。また神話説の賛同者は、伝承としてはイエスの史的実在の証拠とされる、1世紀から2世紀の資料が信頼性に欠けていることを指摘している。

### 最初期の記録

#### 新約聖書書簡集
キリスト教最初期の文書の中でも、パウロ書簡(真筆性の高いもの)は、おそらくすべての福音書よりも先に書かれたものである。
キリスト教神話説の立場からすると、書簡集がイエスの生涯や宗教活動について述べていないのはきわめて重要である。とはいえ、書簡集のいくつかの部分は、イエスが地上にいた時のことを書いたものと解釈されている。例えば「……御子に関するものである。御子は、肉によればダビデの子孫から生れ、……」(ローマの信徒への手紙 1章3節)「……肉の弱さのために律法がなしえなかったことを、神はしてくださったのです。つまり、罪を取り除くために御子を罪深い肉と同じ姿でこの世に送り、その肉において罪を罪として処断されたのです。……」(ローマの信徒への手紙 8章3節)「ああ、物分かりの悪いガラテヤの人たち、だれがあなたがたを惑わしたのか。目の前に、イエス・キリストが十字架につけられた姿ではっきり示されたではないか。」(ガラテヤの信徒への手紙 3章1節)ポール・バーネット司教は著書『Jesus and the Logic of History』(イエスと歴史のロジック)の中で、パウロの手紙にみられるこのような細目をリストアップしている。R.T.フランスも、著書『Evidence for Jesus』(イエスの証拠)の中で、パウロがイエスのことを物理的な存在として書いており、パウロの手紙の中にもイエスの生涯に関する歴史的事実の記述があると書いている。
イエスの教えや行動に関する記述が欠落している点について、少なからぬ学者や著述家は、初期キリスト教徒は史的イエスについて知らなかった、少なくとも詳細な点までは知らなかったのではないかと解釈した。例えばこれら初期の著述家は、イエスが地上に存在していたということをまったく信じていなかったと主張している。ドハティによれば、初期のキリスト教徒は中期プラトン主義の世界観、すなわち「高度な」霊的世界と地上の物質世界を区別する世界観を受け入れており、イエスは「霊的世界の下部」まで降りてきたものと考えていた、とアール・ドハティは主張している。また、この考え方は牧会書簡やペトロの手紙二、その他新約聖書に含まれない多くのキリスト教の著作に取り入れられたのだという。さらにドハティは、これらの資料の、地上の出来事や史的イエスの物理的な歴史に関する記述は本来は比喩表現であると論じている。
反対論者は、このような解釈はこじつけであり、それ自体は説得力を持たない沈黙論法(反論する相手がいない、もしくは単純に反論できる状態にないことを利用する論法)に基づいている、と指摘している。

#### 古代の非キリスト教徒によるイエスの記録
イエスの実在に関して引用される古代の著述家は、ヨセフス、タキトゥス、スエトニウス、小プリニウスの四人が代表的である。
- ヨセフス（紀元37年 - 100年頃）の『ユダヤ古代誌』には、イエスについての記述が2か所ある。このうち一つ目の記述を含むテキストが「Testimonium Flavianum」（『ユダヤ古代誌』の一部）で、イエスは教派の創始者であると書いているが、このくだりはヨセフス自身が書いたものではない表現が使われている、と解釈されている。文法的な解析の結果、このくだりと、その前後の文章とには明確な違いがあり、ヨセフスのような非キリスト教徒が著者だと考えるとつじつまが合わないということが明らかになっている。これにより研究者は、イエスについての記述がヨセフス以外の作者によって付け加えられた、もしくは書き換えられたものだと考えるようになった。

2つめの記述は、紀元62年に新任の大祭司が「サンヘドリンの議員を召集し、キリストと呼ばれたイエスの兄弟のヤコブという男その他を引き渡した。大祭司は彼らを律法違反として追及し、投石刑に科した。」というものである。ジョン・レムズバーグ(en:John Remsburg)は、ここで語られているイエスは聖書のイエスではなく、ヤコブという兄弟がいる同名の別人であると主張した。根拠となっているのはこれに続く以下の文章である。
「ここでアルビナスは彼らの言い分を受け入れ、アナナスへ怒りの手紙を書き、彼（アナナス）がしたことへの罰を科すと脅した。これにより、アグリッパ王は着任して3か月のアナナスの大祭司の地位を剥奪し、ダムネウスの子イエスを大祭司にした。」
- タキトゥスは、ローマ大火についての文章（117年ごろ）で「その不名誉な行動によって悪名高い、キリスト教徒と呼ばれる集団」について、「この名前の由来となったクリストスは、ティベリウスが皇帝であった時にポンティウス・ピラトゥスの命令で処刑されている。だがこの危険な教団は、一時は抑えられていたものの、現在また活動している。[139]」と述べている。タキトゥスがこの文章や意見の元になった情報をどこから得たのかは全く分からないことは、キリスト神話説に賛成・反対する両者の専門家から指摘されているが、いくつかの手がかりから、ローマの記録に基づくものではないと考えられる。[135][140]

- 2世紀の著述家スエトニウスは、「煽動者クレスタス（Chrestus）」によって引き起こされた、クラウディウス統治下のローマ帝国におけるユダヤ人の不安について記している。[141]この「クレスタス（Chrestus）」が、イエス・キリスト（Christus）と同一のものと考えられることがある。とはいえこの場合は死後のイエスによる間接的な影響について述べていることになり、その生涯の情報を語るものではない。

- 小プリニウスの手紙の中にもキリスト教徒に触れている部分がある[142]が、この社会運動の創設者に関する情報は特にない。

バビロニア・タルムードにはイェシュという名前が何度か登場する。このイェシュという名前は、伝承の上ではナザレのイエスと同一人物とみられてきたが、一方でこれらのくだりは、聖書のイエスが、紀元前100年ごろに生きていたより早い時代の人物に基づいていることを示す証拠として使われてもいる。また、伝承によればバビロニア・タルムードは3世紀後期から4世紀初期に編纂されたとされており、1世紀の出来事を語る資料的価値は限定される。
これらの資料によってキリスト神話説を否定することはできない、とする研究者もいる。シャルル・ギニュベール（ソルボンヌのキリスト教歴史学教授）は、福音書に登場するイエスはティベリウス帝の時代までガリラヤで生きていたと主張していたが、イエスの存在の証拠としての非キリスト教の資料は、低く評価しており、「異教徒やユダヤの、いわゆる証言は、イエスの生涯に関するなんらの情報も明かしてはくれず、イエスが生きていたという確認すらできない……」と述べている。
ロバート・M・プライスは、これらの異教徒による言及は、本物であったとしても、古代のキリスト教徒がイエスについてどう語っていたかを示すにすぎず、これらの異教徒の著者はイエスを同時代人とみなしていない、と述べている。

#### 古代の資料の欠落
キリスト神話説の賛同者の多くは、1世紀終盤以前のイエスについて語っている非キリスト教徒による資料が完全に欠落していることを指摘しており、またかなりの数のローマやユダヤの著述家・歴史家の文章が現存しているにもかかわらず、それらの中に福音書で述べられる出来事についての記述がないことに注目して、これがイエスが後世に作られた証拠だと述べている。反対者は、これを信頼できない沈黙論法だと主張している。
ティベリアスのユストゥスは、1世紀の終わりごろにユダヤの王(福音書中でイエスと関連づけられている)の歴史を書いている。ユストゥスの書いた歴史書は現存していないが、9世紀にこれを読んだフォティオスはこの書には「キリストの来訪、彼の生涯の出来事、彼によってなしとげられた奇跡」については書いていないと述べている。ユダヤ人の歴史家フィロンは1世紀前半を生きた人物だが、同時代の著述家と同様、イエスについては述べていない。
これらの指摘への反論、もしくは正当性への疑問として、R・T・フランスは「偉大なタキトゥスの歴史書でさえ2冊の写本しか現存しておらず、その2冊を合わせてもタキトゥスが書いたとされる内容の半分がかろうじて含まれていたにすぎず、残りは失われて」おり、ローマ人から見ればイエスの生涯は大きな出来事ではなかった、と述べている。
R・T・フランスは、ローマ帝国とユダヤ権力の両方から敵対されており、もしもイエスが歴史的に実在する人物ではないと分かれば口に出して非難しただろう、と述べている。小プリニウスやヨセフスなど、当時のローマ・ユダヤの資料がキリスト教について触れているにもかかわらずそのような記述をしていないことが証拠だと主張している。

### 地中海神秘主義宗教との比較
キリスト神話説の賛同者の中には、キリスト教を生んだヘレニズム文化の神秘主義宗教(参考：en:Greco-Roman mysteries)にみられる死と再生の神と、福音書におけるイエスの物語との間に明らかな類似点が見られると主張する者もいる。エイレナイオスやユスティノスといった初期の有名なキリスト教徒も、この類似点に気づいていた。ユスティノスはいくつかの類似点を引き合いに出してキリスト教は新興宗教ではなく、「悪魔的な模倣」であった古代の預言にも根ざしていることを示そうとした。
最も広く知られた人物像にはオシリス＝ディオニュソス(en:Osiris-Dionysus)がある。オシリス＝ディオニュソスはそれぞれの地方ごとに分化し、ゆっくりとそれぞれの神と融合されてきた。これは告げる方法ではなく、告げられた神秘こそが重要だと考えられたためである。キリスト神話説の立場から、ユダヤの神秘主義者たちがモーセやヨシュアといった先行するユダヤの英雄に合致するように彼らなりのオシリス＝ディオニュソス像を作り上げた結果がイエスの創造である、という見方もあり、これはティモシー・フレークとピーター・ガンディーが『The Jesus Mysteries』で述べたものが特に有名である。
いくつかの類似点は賛同者によって頻繁に引用され、その他の類似点を加えてインターネットで公開されることも多い。その中でも目立つのは、ホルスとミトラである。ホルスは死と再生の神であり、同じく死と再生の神のオシリスと関連づけられていた。
マイケル・グラントはキリスト教とそれ以外の宗教の間にこれといった関連性を見いだしはしなかった。グラントは、「ユダヤ教は、秘教の神々における死と再生の概念にとって完全に無関係な環境であり、そのような創作がユダヤ教の中から現れたのを、ユダヤ教が原因だと考えるのは難しい。」と書いている。

## 批判
繰り返しになるが、現代の学問ではイエス神話説はフリンジ理論(境界科学)であり、学者からの支持は事実上ない。彼らが取り上げる脚注、主張が持つ明らかな弱点のために、イエス神話説の意見はほとんど完全に無視されており、イエス神話説に対する学者たちからの一般的な批判には、次のものが含まれている。
一般的な専門知識または学術機関との関係と現在の学問の欠如。歴史的文書の欠如に基づく議論。情報源が実際に述べていることの却下。および神話との表面的な比較。
イエス神話説を批判する学者の名前と意見は以下の通りである。なお、時折出てくる「神話家」は、イエス神話説を支持し、かつ書作を出版している者たちが、自ら名乗っている呼称である。
1977年に、古代史の歴史家であり、人気のある作家であるマイケル・グラント(Michael Grant)は、自身の著書「Jesus: An Historian's Review of the Gospels」の中で、「イエス神話説は現代的な批評の方法論の条件を満たしておらず、ほぼ全ての現代の研究者から否定されている」と結論付けた。
また、グラントは、イエス神話説が「一流の学者によって再び答えられ、全滅させられた」とRoderic Dunkerleyが1957年に出した意見と、Otto Betzが1968年に出した意見、「近年、真面目な学者は、イエスの非歴史性を仮定するために冒険したことはありません。 確かに非常に豊富で、反対の証拠です」 を引用している。
また、グラントは同じ本の中で以下のように書いている。
「新約聖書に当てはめるのと同じ判断基準を、歴史的資料を含む古代の書物にも適用するなら、私たちは、歴史上の人物として実在が決して問われない異教の人物の集団の存在を拒絶することができる以上に、イエスの存在を拒絶することはできません。」

リチャード・バーリッジとグレアム・グールド(Graham Gould)は、イエスの存在を疑問視する見方は批評的な学問領域の主流として受け入れられてはいないと発言している。
ロバート・ヴァン・ブーストは、聖書研究者や歴史家は、イエスが存在しなかったという説は「事実上反駁された」と述べた。
グレアム・N・スタントンは、「キリスト教徒であろうとなかろうと、現在ほとんど全ての歴史家は、イエスが存在していたこと、および福音書には重要視や批判的検討に値する有用な証拠が多く含まれていることを認めている。一般的に合意されているように、我々は、パウロは例外として、1世紀・2世紀のユダヤおよび異教徒の宗教学の教師が知っていたよりもナザレのイエスについて多くを知っている。」と書いている。
ジェームズ・チャールズワースは「現在、信頼できる学者で、ヨゼフの子のイエスというユダヤ人が生きていたことに疑問をはさむものはいない。ほとんどの学者は、現在の我々は、イエスの行動や基本的な教えについてかなり多くを知っている、ということをすぐに認める……」と書いている。マイケル・グラントは、キリスト神話説は現代的な批評の方法論の条件を満たしておらず、ほぼ全ての現代の研究者から否定されていると述べている。

新約聖書の本文批評と、初期キリスト教の起源と発展を専門としている不可知論者の教授、Bart D Ehrmanによれば、初期キリスト教時代を研究するほとんどすべての学者は彼が存在したと信じており、Ehrmanは、イエス神話説支持者の著作は通常、学問的資格を持たないアマチュアや非学者によって書かれているため、一般的に質が悪い、または学術機関で教えたことがない、と述べている。
Ehrmanは、彼の著書「Did Jesus Exist? The Historical Argument for Jesus of Nazareth」の中で、18世紀の終わりにアイデアが最初に論議されて以来、「神話家」がイエスの存在に対して行った議論を調査した。
神話家が指摘するイエスの同時記録の欠如について、Ehrmanは、同時代の記録にも、イエスに匹敵するほどのユダヤ人についての言及がない、と述べている。そして、イエスの死後わずか数十年後、いくつかのローマの歴史の作品の中にキリストについての言及があると指摘した。Ehrmanは、新約聖書の使徒パウロの本物の手紙は、イエスの死から数年以内に書かれた可能性が高く、パウロはイエスの兄弟であるヤコブを個人的に知っていた可能性が高いと述べている。Ehrmanはこうも書いている。イエスの生涯についての福音書は多くの点で偏っていて信頼できないかもしれませんが、学者が識別した部分の背後にある情報源には、まだいくつかの正確な歴史的情報が含まれている、と。
イエスの存在についての非常に多くの独立した証明は、実際には「あらゆる種類の古代の人物にとって驚異的」であり、イエスの物語は死と再生の神の異教の神話に基づく発明であるという考えを却下し、初期のキリスト教徒はギリシャやローマの考えではなく、主にユダヤ人の考えに影響を受けたと主張している。イエスのような人は決していないという考えは、この分野の歴史家や専門家によって真剣に検討されていないと主張している。
また、Ehrmanは、
「これらの神話家の中には、実際には古代史、宗教、聖書研究、または同等の分野で訓練を受けた学者はほとんどいません。古代言語は言うまでもなく、1世紀のパレスチナに住んでいた（伝えられるところでは）ユダヤ人の教師の問題について、ある程度の権威を持って何かを言いたい人にとっては一般的に重要だと考えられている。と、神話家の資格に疑問を投げかけている。
不可知論者でもあり、新約聖書と初期キリスト教の名誉教授でもあるMaurice Caseyは、イエスが存在したという教授の間の信念は一般的に完全に確かであると述べた。 Caseyによれば、イエスが存在しなかったという見方は、「過激派の見方」、「明らかに間違っている」、そして「プロの学者は一般的に、イエス神話説をずっと前に真剣な学問で解決されたと見なしています」。また、Caseyは神話家を批判し、現代の批判的な学問が実際に、どのように機能するかについての彼らの完全な無知を指摘しました。 彼はまた、現代の宗教学者はすべてアメリカの多様なプロテスタント原理主義者である、という頻繁な仮定について神話家を批判し、この仮定は完全に不正確であるだけでなく、学者の考えや態度に関する神話家の典型的な誤解でもあると主張している。 
オーストラリア国立大学の古典古代史と考古学の名誉教授であるGraeme Clarkeは、2008年に次のように述べた。 「率直に言って、私は、イエス・キリストの存在について疑念を抱く古代の歴史家や聖書の歴史家を知りません。証拠書類は非常に圧倒的です」
ベイラー大学の著名な歴史学教授であるPhilip Jenkinsは、次のように書いた。
「極めて不愉快な沼地に足を踏み入れずに、イエスは決して存在しなかったと主張することはできない。「イエス神話説」は学問ではなく、立派な学術的議論に真剣に受け止められていません。「仮説」の根拠は無価値です。そのような意見を提案する著者は有能で、きちんとした、正直な個人かもしれませんが、彼らが提示する見解は明らかに間違っています....イエスは、古代のほとんどの非エリートの人物よりもよく文書化され、記録されています」
James McGrathとChristopher Hansenによれば、神話家はRank–Raglan mythotypeの神話のような疑わしい時代遅れの方法に頼ることがあり、その結果、実際の歴史上の人物を神話上の人物として誤分類することになる。

## 関連書籍
- Allegro, John M. (1992). The Dead Sea Scrolls and the Christian Myth (2nd rev. ed.). Buffalo, N.Y.: Prometheus Books. ISBN 0-87975-757-4
- Atwill, Joseph (2003). The Roman Origins of Christianity. J. Atwill. ISBN 0-9740928-0-0
- Atwill, Joseph (2005). Caesar's Messiah: The Roman Conspiracy to Invent Jesus. Berkeley, Calif.: Ulysses. ISBN 1-56975-457-8
- Barnett,P (1997). Jesus and the Logic of History, Apollos, ISBN 978-0851115122
- Bauckham, Richard (2006). Jesus and the Eyewitnesses: The Gospels as Eyewitness Testimony. Wm B Eerdmans Pub Co. ISBN 978-0802831620
- Bovon, François (2006). The Last Days of Jesus. trans. Kristin Hennessy; Louisville: Westminster. John Knox. ISBN 0664230075
- Brodie, Thomas L. (2000). The Crucial Bridge: The Elijah-Elisha Narrative as an Interpretive Synthesis of Genesis-Kings and a Literary Model for the Gospels. Collegeville, Minn.: Liturgical Press. ISBN 0-8146-5942-X
- Brunner, Constantin (1990). Our Christ: The Revolt of the Mystical Genius.. Assen: Van Gorcum. ISBN 9023224124  Originally published in German in 1919 as Unser Christus : oder Das Wesen des Genies. Appendix is a critique of the Christ myth theory.
- Burridge, Richard A. (2006). Four Gospels, One Jesus? A Symbolic Reading (2nd edn. ed.). Grand Rapids:Eerdmans. ISBN 0802829805
- Charlesworth, James H. (ed.) (2006). Jesus and Archaeology. Grand Rapids: Eerdmans. ISBN 080284880X
- Dunn, James D.G. (2003). Christianity in the Making Vol 1: Jesus Remembered. Wm B Eerdmans Pub Co. ISBN 978-0802839312
- Dunn, James D.G. (2005). A New Perspective On Jesus: What The Quest For The Historical Jesus Missed (Acadia Studies in Bible and Theology). Grand Rapids, Mich: Baker Academic. ISBN 0-8010-2710-1
- Eddy, PR and Boyd, GA, (2007), The Jesus Legend: A Case for the Historical Reliability of the Synoptic Jesus Tradition, Baker Academic, ISBN 978-0801031144
- Ellegård, Alvar (1999). Jesus: One Hundred Years Before Christ: A Study in Creative Mythology. London: Century. ISBN 0-7126-7956-1
- Evans, Craig A. (2006) [2006]. Fabricating Jesus. IVP Books. ISBN 978-0830833184
- Freke, Timothy; and Peter Gandy (1999). The Jesus Mysteries: Was the 'Original Jesus' a Pagan God?. London: Thorsons. ISBN 0-7225-3676-3
- Grant, Michael (1999) [1977]. Jesus. London: Phoenix. ISBN 0-75380-899-4
- Harpur, Tom (2005). The Pagan Christ:Recovering the Lost Light. Toronto, Canada: Thomas Allen Publishers. ISBN 0-88762-195-3
- Historicus, (pseudonym for Jacob Benjamin) (1972). Did Jesus Ever Live --- or Is Christianity Founded Upon a Myth. Los Angeles, CA: United Secularists of America
- Komoszewski, J. Ed; et al (2006). Reinventing Jesus. Kregel Publications. ISBN 082542982X
- Meier, John P. A Marginal Jew: Rethinking the Historical Jesus (3 vols. ed.). New York: Doubleday
  1. John P. Meier (1991). The Roots of the Problem and the Person. New York: Doubleday. ISBN 0-385-26425-9
  2. John P. Meier (1994). Mentor, Message, and Miracles. New York: Doubleday. ISBN 0-385-46992-6
  3. John P. Meier (2001). Companions and Competitors. New York: Doubleday. ISBN 0-385-46993-4
- Porter, Stanley and Bedard, Stephen(2006), Unmasking the Pagan Christ: An Evangelical Response to the Cosmic Christ Idea, Clements
- Price, Robert M. (2000). Deconstructing Jesus. Amherst, N.Y.: Prometheus Books. ISBN 1-57392-758-9
- Price, Robert M. (2003). The Incredible Shrinking Son of Man: How Reliable is the Gospel Tradition?. Amherst, N.Y.: Prometheus Books. ISBN 1-59102-121-9

Price, Robert M. (2005). “New Testament narrative as Old Testament midrash”. In Jacob Neusner and Alan J. Avery-Peck (ed.). Encyclopaedia of Midrash: Biblical Interpretation in Formative Judaism. Leiden: Brill. ISBN 90-04-14166-9.
- Sanders, E. P. (1993). The Historical Figure of Jesus. London: Allen Lane. ISBN 0-7139-9059-7
- Seznec, Jean. 1972, The Survival of the Pagan Gods, Princeton University Press, ISBN 0691017832
- Theissen, Gerd; and Annette Merz (1998). The Historical Jesus: A Comprehensive Guide. trans. John Bowden. Minneapolis: Fortress Press. ISBN 0-8006-3123-4
- Thompson, Thomas L. (2005). The Messiah Myth: The Near Eastern Roots of Jesus and David. New York: Basic Books. ISBN 0-465-08577-6
- Volney, Constantin-François (1796). The Ruins, or, Meditation on the Revolutions of Empires and the Law of Nature. New York, N.Y.: Davis
- Wells, G. A. (1982). The Historical Evidence for Jesus. Buffalo, N.Y.: Prometheus Books. ISBN 0-87975-180-0
- Wells, G. A. (1999). The Jesus Myth. Chicago: Open Court. ISBN 0-8126-9392-2
- Wright, N.T. (1996). The New Testament and the People of God. Augsburg Fortress Publishers. ISBN 0800626818